# The Girl Who Sees Smells
The Girl Who Sees Smells (hangul: 냄새를 보는 소녀; RR: Naemsaereul Boneun Sonyeo) är en sydkoreansk TV-serie som sändes på SBS från 1 april till 21 maj 2015. Park Yoochun, Shin Se-kyung, Namgung Min och Yoon Jin-seo spelar i huvudrollerna.

## Rollista (i urval)

### Huvudroller
- Park Yoo-chun som Choi Mu-gak
- Shin Se-kyung som Oh Cho-rim/Choi Eun-seol
- Namgung Min som Kwon Jae-hee/Jay Kwon Ford
- Yoon Jin-seo som Yeom Mi

### Biroller
- Jung In-gi som Oh Jae-pyo
- Nam Chang-hee som Jo In-bae
- Oh Cho-hee som Eo Woo-ya
- Jung Chan-woo som Wang Ji-bang
- Park Jin-joo som Ma Ae-ri
- Lee Won-jong som Kang Hyuk
- Choi Tae-joon som detektiven Yeh
- Jo Hee-bong som detektiven Ki
- Kim Byung-ok som polischef
- Choi Jae-hwan som detektiven Tak
- Jung Hyun-seok som detektiven Kim
- Kim Gi-cheon som Kim Joong-in
- Song Jong-ho som läkare Chun Baek-kyung